# 安倍洋子
安倍 洋子（あべ ようこ、旧姓：岸〈きし〉、1928年〈昭和3年〉6月14日 - 2024年〈令和6年〉2月4日）は、日本の書家。岸信介の長女、安倍晋太郎の妻、安倍寛信・安倍晋三・岸信夫の母。三代にわたる政治家一家である岸・安倍家の「ゴッドマザー」的存在で、長らく清和政策研究会所属議員夫人たちのリーダーを務め、政界に信奉者が多いことから「政界のゴッドマザー」と称されていた。

## 生涯

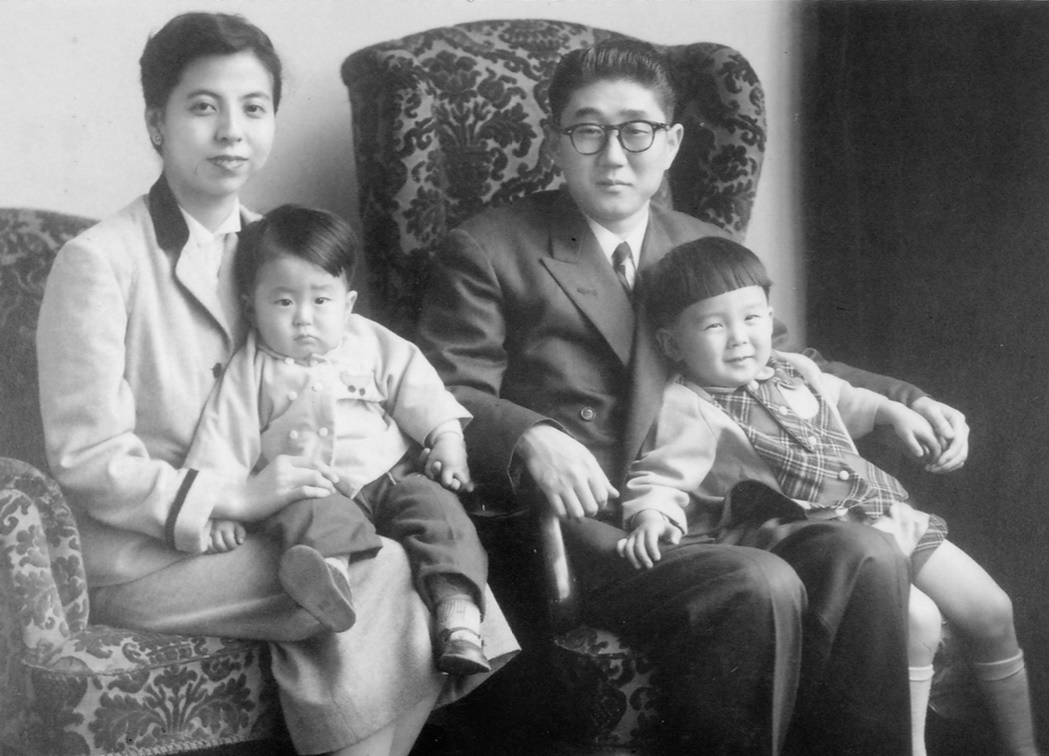
安倍一家：左から、洋子と次男・晋三、夫・晋太郎と長男・寛信（1956年撮影）

岸信介・良子夫妻の第2子・長女として、東京府豊多摩郡中野町千光前（現：東京都中野区中野）に生まれた。父：信介の満州国政府への赴任中（1936年 - 1939年）は、中野の家で母方の祖母：千代に育てられた。
1941年に一家は新宿区新宿柏木に転居したが、1945年に洋子が白百合高等女学校（現：白百合学園中学校・高等学校）を卒業した後、岸家の実家がある山口県田布施町へ疎開し、洋子も山口銀行の田布施支店に勤務した。
1949年に上京し、叔父：佐藤栄作の吉祥寺の旧宅に入る。1950年6月、のちに衆議院議員、農林大臣、内閣官房長官、通商産業大臣、外務大臣となる、当時は毎日新聞の政治部記者だった安倍晋太郎と見合いをし、1951年5月に結婚した。その後、晋太郎との間に息子3人をもうけ、長男の寛信は実業家、二男の晋三は衆議院議員、内閣官房副長官（政務担当）、内閣官房長官、そして第90・96・97・98代内閣総理大臣を務め、実家の岸家を継いだ三男の岸信夫は参議院議員から衆議院議員になり、内閣総理大臣補佐官（国家安全保障に関する重要政策及び核軍縮・不拡散問題担当）、防衛大臣を務めた。
1953年、第26回衆議院議員総選挙に山口2区から岸信介が立候補した際に、夫の晋太郎とともに初めて選挙応援の挨拶や演説に回った。また、1955年の保守合同の頃には、渋谷南平台の岸家に、安倍一家も同居していた。その後、1956年12月に岸が外務大臣となって2か月間は白金の公邸に一緒に移り住んだが、内閣総理大臣となって以降に岸は永田町の総理大臣公邸には住まず南平台に戻り、安倍一家もこれに従った。
岸の政界引退後、洋子は夫の晋太郎の選挙区（山口1区）における活動の指揮を執った。また、晋太郎が外務大臣に就任中（1982年11月 - 1985年12月）は、その外国訪問がのべ81か国、39回266日に及んだうち、洋子は全体の3分の1に随行して「夫人外交」に携わった。
夫の死後は息子たちの選挙にも関わり続けた。洋子自身も、国際婦人福祉協会募金委員、政治家夫人らの書道グループ「雍容苑」会長、梅若六郎後援会長、赤間神宮崇敬会会長、表千家同門会山口県支部長・同名誉会員などの役職を務めた。晩年は、孫の岸信千世の政界入りに影響を与えた。
2024年2月4日、東京都内の病院で死去。95歳没。

## 著書
- 『わたしの安倍晋太郎――岸信介の娘として』ネスコ（日本映像出版株式会社）、1992年4月29日。ISBN 4-89036-833-7。国立国会図書館書誌ID:000002178879。
- 『宿命　安倍晋三、安倍晋太郎、岸信介を語る』（文藝春秋、2022年9月）、上記は第二部

## 栄典
- 聖マウリッツィオ・ラザロ勲章